# Diócesis de Chalan Kanoa
La diócesis de Chalan Kanoa (en latín: Dioecesis Vialembensis y en inglés: Roman Catholic Diocese of Chalan Kanoa) es una circunscripción eclesiástica de la Iglesia católica en las Islas Marianas del Norte. Se trata de una diócesis latina, sufragánea de la arquidiócesis de Agaña. Desde el 25 de noviembre de 2024 su obispo es Romeo (Romy) Duetao Convocar.

## Territorio y organización
La diócesis tiene 184 km² y extiende su jurisdicción sobre los fieles católicos de rito latino residentes en las Islas Marianas del Norte, un estado libre asociado a los Estados Unidos en Oceanía.
La sede de la diócesis se encuentra en la población de Chalan Kanoa en la isla Saipán, en donde se halla la Catedral de Nuestra Señora del Monte Carmelo. 
En 2019 en la diócesis existían 13 parroquias.

## Historia
El primer distrito católico autónomo en el territorio de la actual diócesis fue la prefectura apostólica de las Islas Marianas, erigida el 17 de septiembre de 1902 mediante el breve Quae mari sinico del papa León XIII separando territorio de la diócesis de Cebú. Esta decisión fue confirmada por el papa Pío X mediante el breve Inter insulas del 1 de octubre de 1906 y, de nuevo, mediante el decreto Marianas insulas de la Congregación de Propaganda Fide del 18 de junio de 1907.
La prefectura apostólica estaba compuesta por dos unidades administrativas distintas: la isla de Guam, que desde 1898 pertenecía a los Estados Unidos de América, y las Islas Marianas del Norte, vendidas por España a Alemania en 1899.
El 1 de marzo de 1911, mediante dos breves de Pío X, la prefectura apostólica fue efectivamente suprimida: la isla de Guam pasó a ser un vicariato apostólico independiente, hoy arquidiócesis de Agaña (breve Ex hac quam divinitus); las otras islas fueron anexadas a la prefectura apostólica de las Islas Carolinas, que a su vez fue elevada al rango de vicariato apostólico con el nombre de vicariato apostólico de las Islas Carolinas y Marianas, hoy diócesis de las Islas Carolinas (breve Quae Catholico nomini).
El 4 de julio de 1946 el territorio de las Islas Marianas del Norte fue cedido al vicariato apostólico de Guam, elevado a diócesis con el nombre de diócesis de Agaña en 1965 y luego a arquidiócesis el 8 de marzo de 1984.
Finalmente, el 8 de noviembre de 1984, mediante la bula Properamus Nos del papa Juan Pablo II, las Islas Marianas del Norte se convirtieron nuevamente en circunscripción independiente con la erección de la diócesis de Chalan Kanoa separando territorio de la arquidiócesis de Agaña, de la cual la nueva diócesis se hizo sufragánea.

## Estadísticas
Según el Anuario Pontificio 2024 la diócesis tenía a fines de 2023 un total de 39 500 fieles bautizados.
| Año                                                                             | Población            | Población | Población      | Sacerdotes | Sacerdotes    | Sacerdotes    | Bautizados por sacerdote | Diáconos permanentes | Religiosos | Religiosos | Parroquias |
| Año                                                                             | Bautizados católicos | Total     | % de católicos | Total      | Clero secular | Clero regular | Bautizados por sacerdote | Diáconos permanentes | Varones    | Mujeres    | Parroquias |
| ------------------------------------------------------------------------------- | -------------------- | --------- | -------------- | ---------- | ------------- | ------------- | ------------------------ | -------------------- | ---------- | ---------- | ---------- |
| 1990                                                                            | 47 300               | 56 189    | 84.2           | 10         | 8             | 2             | 4730                     | 3                    | 2          | 14         | 9          |
| 1999                                                                            | 53 066               | 66 559    | 79.7           | 14         | 12            | 2             | 3790                     | 2                    | 2          | 36         | 11         |
| 2000                                                                            | 53 066               | 66 559    | 79.7           | 13         | 11            | 2             | 4082                     | 2                    | 2          | 32         | 11         |
| 2001                                                                            | 53 066               | 66 559    | 79.7           | 13         | 11            | 2             | 4082                     | 2                    | 2          | 28         | 11         |
| 2002                                                                            | 43 000               | 71 850    | 59.8           | 14         | 11            | 3             | 3071                     | 1                    | 3          | 36         | 11         |
| 2003                                                                            | 43 000               | 71 850    | 59.8           | 15         | 12            | 3             | 2866                     | 1                    | 3          | 24         | 14         |
| 2004                                                                            | 43 000               | 71 850    | 59.8           | 19         | 16            | 3             | 2263                     | 1                    | 3          | 28         | 18         |
| 2006                                                                            | 43 000               | 71 850    | 59.8           | 18         | 17            | 1             | 2388                     |                      | 4          | 32         | 12         |
| 2013                                                                            | 43 000               | 71 850    | 59.8           | 14         | 13            | 1             | 3071                     |                      | 1          | 16         | 12         |
| 2016                                                                            | 43 000               | 71 850    | 59.8           | 13         | 12            | 1             | 3307                     |                      | 8          | 17         | 12         |
| 2019                                                                            | 44 700               | 74 740    | 59.8           | 15         | 12            | 3             | 2980                     | 5                    | 3          | 16         | 13         |
| 2021                                                                            | 46 100               | 77 160    | 59.7           | 15         | 9             | 6             | 3073                     | 5                    | 6          | 13         | 13         |
| 2023                                                                            | 39 500               | 49 551    | 79.7           | 11         | 6             | 5             | 3590                     | 5                    | 5          | 12         | 13         |
| Fuente: Catholic-Hierarchy, que a su vez toma los datos del Anuario Pontificio. |                      |           |                |            |               |               |                          |                      |            |            |            |

## Episcopologio
- Thomas Aguon Camacho † (8 de noviembre de 1984-6 de abril de 2010 retirado)
  - Sede vacante (2010-2016)[nota 1]
- Ryan Pagente Jimenez, (24 de junio de 2016-6 de julio de 2024 nombrado arzobispo de Agaña)[nota 2]
- Romeo (Romy) Duetao Convocar, desde el 25 de noviembre de 2024